# Guido III de Espoleto

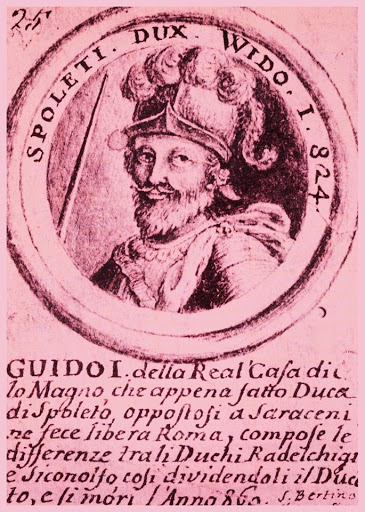
Acima, Guido I, nomeado Duque de Spoleto por seu suserano e aliado, o imperador Luís I, o pio, cuja sobrinha, Adelaide, era esposa de Guido I

Guido II de Espoleto, Guy of Espoleto ou Wido II de Espoleto ( c. 828 - 12 de dezembro de 894), foi o Marquês de Camerino de 880 (como Guido I ou II) e Duque de Espoleto e Camerino (como Guido III) em 883. Ele foi coroado Rei da Itália em 889 e Imperador dos Romanos em 891. No início da última década do século IX, Guido II era o mais poderoso nobre da Europa, o que suscitou uma coligação entre o papa e seus primos para derrubada de seu poder.

## Biografia
Guido II tinha duas irmãs: Rotilda e Engelberge de Espoleto, esta, casada com o imperador Luís II, que por sua vez, era sobrinho da primeira esposa de Guido II. 
Guido II era filho de Guido I de Espoleto (800 - 860) e de Adelaide da Itália. Seus avós paternos eram Lamberto I de Nantes, conde de Nantes e Athalia da Lombardia. Seus avós maternos eram o rei da Itália Pepino I, que era filho mais velho de Carlos Magno e Bertha de Toulouse.  Em 842, o antigo de Ducado de Espoleto, que havia sido doado ao papado por Carlos Magno, foi reintegrado pelos francos por causa dos bizantinos no sul, como uma fronteira franco dependente. O irmão mais velho de Guido I, Lamberto II o ajudou na marca de Camerino. Em 883, Guido herdou as partes de seu sobrinho (Espoleto) e reuniu o ducado, doravante, como o "Grão-Ducado de Espoleto e Camerino" carregando o título de dux et marchio. Ele casou-se em primeiras núpcias com Judite de França, com quem teve três filhos: Bernardo, Guido e Arnaldo de Espoleto; os quais foram vítimas de assassinatos e tramas que os removeram da sucessão  de Espoleto. Casou-se em segundas núpcias com Ageltrude, filha de Adelqui, duque de Benevento (853-878), com quem teve um quarto filho Lamberto, que herdou o ducado brevemente 
Em 882, no Exarcado de Ravena, o imperador Carlos III o Gordo destituiu-o de seus feudos por um crime, mas ele se recuperou, juntamente com seus títulos, no ano seguinte. Em 885, ele lutou contra os sarracenos em Garigliano. Posteriormente aconteceu uma outra Batalha de Garigliano, que foi chefiada pelo papa e pelos nobres do sul da Itália. Esta liga cristã, formada em junho de 915, era composta pelo papa João X, por lombardos e bizantinos, como Atenolfo I e seu filho Landolfo II, duques de Benevento, Guaimário II, príncipe de Salerno, Gregório IV, duque de Nápoles e seu filho João II, João I e seu filho Docíbilo II, duques de Gaeta. Alberico I de Espoleto e Camerino foi um dos chefes desta liga cristã que combateu e venceu os sarracenos e, por conta disto, recebeu o título de cônsul dos romanos.
Após a deposição de Carlos, o Gordo em 887, em virtude de ser um parente do arcebispo Fulco de Reims, Ele tinha esperanças de ser coroado rei de França, e de fato viajou até Langres junto com o borgonhês Anscário de Ivrea (Anscário I), irmão de Fulco, onde o bispo coroou-o como tal. Entretanto por causa da coroação de Odo I de França, como rei, Guido neste mesmo ano (888), ainda acompanhando de Anscário, regressa à Itália e é coroado rei. Neste mesmo ano ele criou a Marca da Ivrea, 888, no nordeste da Itália, e nela investiu Anscário como marquês. Anscário, que até então era conde de Oscheret (de 877 ou 879) na Borgonha.
No ano seguinte (889), Guido disputou, sem êxito, contra Berengário de Friul a Coroa de Ferro da Lombardia. Entretanto conseguiu ser coroado rei da Itália pelo papa Estêvão VI e dois anos depois, em 891,tornou-se imperador romano-germânico, e seu filho Lamberto II foi coroado rei da Itália. No ano seguinte (892) em 30 de abril, em Ravena, Guido foi forçado pelo papa Formaso a coroar Lamberto II como co-imperador.
O papa aproveitou a oportunidade para apoiar Arnulfo da Caríntia contra Guido para os títulos italiano e imperial. Em 893, Formoso convidou Arnulfo para vir a Pavia para derrubar Guido e ser ele mesmo coroado. Arnulfo, em vez disso, mandou seu filho Zuentiboldo com um exército para se juntar a Berengário I, o rei deposto e Adalberto I de Ivrea, sucessor de Anscário. Este exército cercou Pavia (no mês de março), mas Guido provavelmente subornou-os para deixá-lo escapar. 
No ano seguinte, eles derrotaram Guido em Bérgamo e tomaram Pavia e Milão. Berengário foi reconhecido como rei e vassalo de Arnulfo. Zuentiboldo regressou à Alemanha. Guido recuou, a fim de reagrupar-se em um lugar fortificado, em Taro morreu subitamente no final do outono, deixando seu filho sob a tutela de sua esposa. Ambos contestariam o trono com Berengário e Arnulfo.
O poder de Guido nunca se alastrou sobre as terras hereditárias, o que mostrou o fato de que o título de "Imperador Romano-Germânico", com suas pretensões de domínio universal, tinha até o final do século IX se tornado meramente um símbolo de favor do papa, a ser disputada pelos vários nobres italianos. Ele sequer pode controlar efetivamente o norte da Itália, pois ocupou muito tempo em lutas com outros pretendentes ao trono do Reino Itálico. Ele tentou manter a tradição carolíngia e as funções que os imperadores anteriores tinham. Em 891, ele exigiu o tradicional serviço no exército de todos os arímanos (arimanni; homens de armas), possuíssem eles terras ou não.

## Relações familiares
Foi o segundo filho de Guido I de Espoleto (c. 805 - 860)  e de Adelaide da Itália. Casou-se  com Ageltrude de Benevento (? - 27 de agosto de 923), filha de Adelgiso de Benevento e de Adeltrude, de quem teve:
1. Lamberto II de Espoleto[4][5]  ( 880 - 15 de outubro de 898 ), que herdou o ducado de Espoleto, embora tenha vivido sob custódia de Berengário I. Morreu aos 18 anos vítima de uma queda de cavalo [6].
2. Arnaldo de Espoleto-Emigrou para a Península Ibérica após a morte de seu pai onde ficou conhecido como D.Arnaldo de Baião-após receber Feudo com essa denominação.
3. Guido IV de Espoleto.